# Jan Vollaerts
Johannes Wilhelmus Antonius (Jan) Vollaerts SJ (Haarlem, 5 februari 1901 – Amsterdam, 1 september 1956) was een Nederlands geestelijke en musicoloog.
Hij was zoon van Hendrina Maria van Veen en winkelbediende Johannes Gerardus Franciscus Vollaerts. Hijzelf bleef ongehuwd.
Hij kreeg zijn opleiding aan diverse seminaria. Hij werd in 1929 tot priester gewijd in de Sociëteit van Jezus. Hij was tussen 1948/1949 en 1953  directeur van de RK Kerkmuziekschool St. Caecilia in Utrecht; hij volgde er de oprichter Caecilianus Huigens op.
Hij schreef een aantal verhandelingen
- Het Gregoriaansche rhytme volgens Dom Mocqereau en Dom Jannin (1931)
- Rhythme Grégorien et théoriciens médiévuax (1933)
- Rhythmic proportions in early medieval ecclesiastical chant (postuum, 1958)

Hij kwam twee jaar voor zijn overleden vanuit Utrecht naar Amsterdam en woonde aan de Hobbemakade 51. Hij stond bij die gemeente te boek als RK priester en leraar Latijn op het Sint-Ignatius-College aldaar. Hij gaf latijn aan oude HBS-leerlingen, die verder wilden in het priesterschap. Al eerder had hij in Nijmegen en Den Haag godsdienstonderwijs gegeven aan Jezuïetencolleges. Hij was voorts redacteur van het Sint-Gregoriusblad.
Hij werd na een lang ziekbed in augustus al verpleegd in het Onze Lieve Vrouwe Gasthuis in Amsterdam, alwaar hij overleed. Hij werd begraven op Begraafplaats Mariëndaal in Grave.
- Digitale Bibliotheek voor de Nederlandse Letteren: voll044
- International Standard Name Identifier: 0000 0000 6301 1015
- Nationale Bibliotheek van Israël: 987011501874505171
- Nederlandse Thesaurus van Auteursnamen: 069154031
- Système universitaire de documentation: 243481845
- Trove: 1003997
- Virtual International Authority File: 89525475